# Valentin Haüy
Valentin Haüy (født 13. november 1745, død 19. marts 1822) var en fransk pionér indenfor undervisningen af blinde. Han grundlagde det første blindeinstitut i verdenshistorien, l'Institution Nationale des Jeunes Aveugles i Paris i 1785. Han regnes desuden for opfinderen af reliefskriften. Inden Louis Braille (1809-1852) i 1829 opfandt den moderne blindeskrift, punktskriften, anvendte man reliefskrift til undervisning af blinde. Mange steder forsatte anvendelsen reliefskrift frem til år 1900 eller længere end det. Valentin Haüy var bror til mineralogen René Just Haüy.

## Barndom, opvækst og ungdom
Valentin Haüy blev født i Saint-Juste-en-Chaussée, en lille by i Picardiet mellem Paris og Amiens. Han kom fra en familie med forholdsvis ringe kår. Faderen ernærede sig ved blandt andet vævning. Derudover hjalp Valentin og hans bror munkene i det nærliggende præmonstratenser-kloster med at ringe klokkerne. Til gengæld for det blev de begge undervist af munkene og kunne siden bruge deres lærdom til at komme på universitetet. Valentin Haüy valgte at studere sprog. Først studerede han latin, oldgræsk og oldhebræisk, senere moderne europæiske sprog, hvoraf han beherskede 12 (heriblandt dansk) omtrent flydende. I 1786 opnåede han ansættelse ved hoffet som Interprète du roi (kongens tolk). Ved siden af det drev han en virksomhed, hvor han lavede skriftlige oversættelser.

## Baggrunden for og inspirationen til blindepædagogisk arbejde
To konkrete oplevelser gjorde et stort indtryk på Haüy og ledte ham ind på blindepædagogisk arbejde. I september 1771 overværede han en gruppe af blinde blive ydmyget og hånet på caféen Saint Ovide på Place Louis Quinze (i dag Place de la Concorde) i Paris. Caféejeren havde udklædt en gruppe blinde i morsomme kostumer og givet dem musikinstrumenter, som de under publikums hån skulle spille på. Haüy blev forfærdet over denne nedværdigende behandling. I en anden situation overværede han en blind tigger modtage en mønt af høj værdi. Tiggeren kaldte giveren tilbage og spurgte om det virkelig var hensigten. Haüy blev fascineret af dels tiggerens ærlighed og ydmyghed, men også den skarpe følesans, der kunne kompensere synssansen.
Rent teoretisk var han som pædagog påvirket af Denis Diderots skrift Lettre sur smiles aveugles og af Charles de l'Epée, der i 1770 havde åbnet en skole for døvstumme i Paris. Det fik også betydning, at Haüy i 1784 mødte den blinde komponist og operasangerinde Maria Theresia von Paradis (1759-1822) til en koncert i Paris. Hun var i 1783-84 på turné i Europa. Hun fortalte Haüy om kommunikationen med sin blinde ven Georg Weissemburg, som hun skrev breve til, med huller prikket i papiret, der markerede formen på bogstaverne og kunne føles med fingrene.

## Blindeinstituttet i Paris
Den første undervisning begyndte i Haüys egen lejlighed. Til at begynde med havde han kun en elev. Udenfor Saint-Germain-kirken i Paris traf Haüy i 1784 den 20-årige blinde tigger François Le Sueur. Han lavede en aftale med denne om at modtage undervisning. Le Sueur viste sig at være lærenem og lærte hurtigt at stave og læse ved hjælp af træklodser formet som bogstaver. Herefter søgte Haüy Det Filantropiske Selskab i Paris, la Société Philantropique, om støtte til at undervise blinde børn. Selskabet overlod ham 12 børn i alderen 10-14 år og støttede ham desuden økonomisk. Antallet af elever steg snart efter til 14. I februar 1785 var det oppe på 20. Undervisningen blev i 1785 flyttet til et lille hus ejet af det Filantropiske Selskab.

## Reliefskriften
Reliefskriften eller hævet bogstavskrift blev opfundet ved et tilfælde, som Haüys beskrev således:
| Citat                | Vi bemærkede, at på Bagsiden af et Trykblad, der kom ud af Pressen, præsenterede alle Bogstaverne sig i Relief, men i en Rækkefølge, der var modsat Læseretningen. Vi smeltede Skrifttyper på en sådan Vis, at deres Aftryk kunne ses med det blotte Øje; og ved hjælp af et hærdet Papir lykkedes det os på Bogtrykkernes Måde at trykke det første Eksemplar, som hidtil var udkommet, af en Bog med Bogstaver, hvis Relief kunne mærkes i fravær af Synet. Dette blev oprindelsen til Biblioteket for Blinde. | Citat |
| Valentin Haüy (1786) | |       |

Haüy demonstrerede sine blinde elevers læsefærdigheder for l'Académie Royale des Sciences 16. februar 1785 og beskrev i sin efterfølgende rapport, hvordan François Le Sueur havde demonstreret, at blinde nu også kunne læse:
| Citat                | Den unge Le Sueur udførte under Akademiets Åsyn de forskellige Operationer, som vi netop har beskrevet, og Akademiet bevidnede, at han udførte dem hurtigt og let; Vi fik ham til at gentage dem i Detaljer, og tilføjede yderligere flere Operationer, såsom at læse en kursiveret Skrift, der var prikket med en Nål på et Kort, og andre, der var skrevet med Spidsen af en Pennekniv, med et ubetydeligt Relief som Resultat, men han læste let nok Teksten, og nu arbejder han på at kunne læse Bogstaver, der er halvt så store som dem, der blev bragt til Akademiet. | Citat |
| Valentin Haüy (1786) | |       |

## Eksterne kilder
- Carlquist, Gunnar (red.) (1932). Svensk uppslagsbok. Malmö: Svensk Uppslagsbok AB:s förlag, band 12 s. 830.
- Haüy, Valentin. Essai sur l'education des aveugles. 1786
- Farrell, Gabriel. The Story of Blindness. Cambridge: Harvard University Press, 1956.
- Henri, Pierre. La Vie et l'Oeuvre de Valentin Haüy. Paris: Presses universitaires de France, 1984.
- Weygand, Zina. Vivre sans voir. Les Aveugles dans la Société Française du moyen Âge au Siècle de Louis Braille. Paris: Creaphis, 2003.